# Root Boy Slim
Root Boy Slim, geboren als Foster MacKenzie III (Asheville, 9 juli 1944 – Orlando (Florida), 8 juni 1993), was een Amerikaanse rockzanger en -gitarist. Hij maar groeide op in de buitenwijken van Maryland in Washington D.C. Hij was een buitengewoon intelligent kind met ouders, die zich een reeks dure voorbereidende scholen konden veroorloven, zoals de Yale University. Hij keerde terug naar Maryland na het behalen van zijn bachelordiploma en kreeg de diagnose schizofrenie na een door LSD veroorzaakte psychotische episode. Tijdens de jaren 1970 vormde hij zijn eigen alternatieve rockband met muzikanten als tenorsaxofonist Ron Holloway en het ensemble Crying Out Loud. Mackenzie's band werd uiteindelijk aangekondigd als Root Boy Slim en de Sex Change Band en The Rootettes. De band cultiveerde een toegewijde schare fans, grotendeels beperkt tot het grootstedelijk gebied van Washington.

## Biografie
MacKenzie was een intelligente maar onverbeterlijke jongere, die werd gevraagd verschillende privé-voorbereidingsscholen in het D.C.-gebied te verlaten, waaronder de Sidwell Friends School. Hij vond eindelijk zijn plekje op de Saint James School in Hagerstown (Maryland), een kostschool, waar hij naast zijn studie universiteitsfootball speelde. Hij werd toegelaten tot en studeerde aan de Yale University, met als afstudeerrichting Afro-Amerikaanse studies en studeerde af in 1967. Hij was lid van de Delta Kappa Epsilon-broederschap, met onder hen de toekomstige president George W. Bush. MacKenzie was een jaar ouder dan Bush.
Terwijl in Yale, formeerde MacKenzie een band met klasgenoot en broederschapslid Bob Greenlee, die aanvoerder was van het voetbalteam van Yale. De band heette Prince La La and the Midnight Creepers. MacKenzie's groeiende afkeer van autoriteit en innerlijke neiging om grappen te maken en zijn liefde voor shockwaarde nam toe. Bandleden droegen hermelijnencapes, een zilveren lamé-hotpants en schepten op dat ze nooit waren uitgenodigd voor terugkerende opdrachten. Het jaar nadat MacKenzie en Greenlee waren afgestudeerd, keerden ze tijdens de thuiskomst van Yale terug naar het DKE-huis. Bush, die sinds hun vertrek president van DKE was geworden, gooide ze eruit en bande ze uit het huis.
Na zijn afstuderen reed MacKenzie met een ijscowagen in Washington D.C. Op een dag kreeg hij een psychotische pauze na een bijzonder hoge dosis LSD en klom hij over het hek van het Witte Huis. De Amerikaanse geheime dienst arresteerde hem toen hij het gazon van het Witte Huis op rende. Hij vertelde de officieren dat hij op zoek was naar het centrum van het universum. Ze sleepten hem naar het St. Elizabeths Hospital, het grootste psychiatrische ziekenhuis in Washington D.C. Dat incident leidde tot de diagnose schizofrenie, waarvoor MacKenzie de rest van zijn leven medicatie kreeg.
Mackenzie nam de artiestennaam Root Boy Slim aan en vormde een bluesrockband, die hij Root Boy Slim and the Sex Change Band noemde. Zijn achtergrondzangers heetten The Rootettes. De bandleden waren duidelijk anders dan de meeste clubkost. Root Boy was dik, had vettig haar en leek bijna altijd in een door drugs of alcohol veroorzaakte bedwelming te zijn. De band was een vaste waarde in het mid-Atlantic blues/rockcircuit en was voorstander van een mix van Memphis-stijl boogierock/blues. Root Boy en het gezelschap reisden door het clubcircuit, totdat een zelfgeproduceerde opname het oor van een aantal A&R-vertegenwoordigers bij Warner Bros. Records trof. Dat nummer heette Christmas At Kmart en leverde de band een contract van $250.000 op met Warner Bros. Dat deuntje en de daaropvolgende lp toonden Root en de voorliefde van de band voor het schrijven van deuntjes met betrekking tot popcultuur.
Hun meest bekende opname was Boogie 'Til You Puke van het debuutalbum Root Boy Slim and the Sex Change Band with the Rootettes (Warner Bros. Records, 1978), geproduceerd door Gary Katz, beter bekend als de producent van Steely Dan opnamen van 1972 tot 1980. Het debuutalbum bevatte ook de nummers I Used To Be a Radical, I'm Not Too Old For You en (You Broke My) Mood Ring. De meeste nummers zijn geschreven door MacKenzie, gitarist Ernie Lancaster en bassist Bob Greenlee. De teksten verheerlijkten vaak de samenleving en vermengden zich met autobiografische elementen uit het legendarische leven van MacKenzie. Warner mismarketeerde de lp en de band zat zonder label - maar niet zonder een Europese tournee te hebben gehad, waarin Root Boy verliefd werd op het thuisland van zijn voorouders: Schotland.
De band speelde ook het nummer Boogie 'Til You Puke in de Party Doll Lounge op 42nd St in New York in Mr. Mike's Mondo Video (1979), een satire van de door Italië geproduceerde exploitatie "shockumentary" Mondo Cane (1962). De film werd geproduceerd en geregisseerd door Michael O'Donoghue, de beroemde hoofdschrijver van Saturday Night Live en bevatte ook optredens van onder meer Dan Aykroyd, Bill Murray, Laraine Newman, Gilda Radner en Sid Vicious. In hetzelfde jaar speelde de band een optreden in de Varsity Grill's Back Room in College Park (Maryland), een van de belangrijkste bars die populair was bij studenten van de University of Maryland, College Park. Er brak een rel uit in de bar en buiten op US Route 1, wat er later toe leidde dat de gemeenteraad van College Park de band een verbod oplegde voor toekomstige verplichtingen in College Park. Het verbod werd in 1980 opgeheven en Root Boy en de bezetting keerden triomfantelijk terug tijdens een concert in het Ritchie Coliseum van de universiteit.
Het platenlabel Illegal Records van Miles Copeland III was een spin-off van I.R.S. Records en Copeland contracteerde de band. Ze produceerden hun tweede lp ZOOM bij I.R.S. in de Verenigde Staten, met distributie via Illegal Records in het Verenigd Koninkrijk. Ondanks het gebruik van sterke marketinginspanningen was de lp net zo'n commerciële mislukking als de vorige, zodat de band door het label werd ontslagen. Ondanks hun teleurstelling bleven Root Boy Slim And The Sex Change Band in het barcircuit langs de Atlantische kust spelen en brachten ze nog vier lp's uit: Dog Secrets bij Congressional Records, Don't Let This Happen to You en Left for Dead bij Kingsnake Records en Root Six bij Naked Language Records. Uiteindelijk gingen de meeste oorspronkelijke bandleden hun eigen weg, waarbij ze zich voornamelijk herenigden voor opnameprojecten. Voor optredens in nachtclubs werd Root Boy ondersteund door een reeks andere bands, waaronder Ron Holloway en Cryin' Out Loud, New Hope for the Criminally Insane, Capital Offense (met Wayne Tomlinson, Tommy Lepson, Tim Biery, Ron Holloway en Dominic Vigliotti), Barbecue Juiceheads en The Humans.
Het vijfde jubileum van Root Boy Slim en de Sex Change Band vond plaats in 1982 op de PsycheDelly in Bethesda (Maryland) en bevatte homevideo's van Root Boy, die gedurende het gehele concert een oranje en wit geruit 7-Eleven-klerkenshirt droeg en een witte cowboyhoed van 10 gallon. Het 10-jarig jubileumconcert van de band vond plaats in The Roxy, een club in het centrum van Washington. Een rij vormde zich uren voorafgaand aan die show en de drie niveaus van de club waren alleen staanplaatsen. Tegen de tijd dat de vierde set begon, waren er minstens 25 muzikanten op het podium, die tijdens hun carrière met Root Boy hadden opgenomen of in clubs hadden gespeeld. Die show was ook het debuut van de "Rich White Republican", een bijtende satirische aanval op de Republikeinen die de uiteindelijke verkiezing van George H.W. Bush naar het Witte Huis voorspelden. De band verkocht bumperstickers met de tekst 'Root Boy Slim owes me money'.

## Overlijden
Op 8 juni 1993 overleed MacKenzie op 48-jarige leeftijd in zijn slaap in zijn huis in Orlando, Florida. Na zijn dood hield de Washington Area Music Association een herdenkingsconcert in The Bayou on K Street in Georgetown (Washington D.C.). Root Boy-fans reisden van zo ver als Californië om hulde te brengen aan The Lenny Bruce of the Blues. De laatste rustplaats van Slim is een graf naast zijn vader op het Calvary Church Cemetery op Hendersonville Road in Fletcher (North Carolina), net ten zuiden van Asheville. Zijn graf ligt in de noordwestelijke hoek van de begraafplaats. Hij werd ingewijd in de Washington Area Music Association Hall of Fame in 2004.

## Discografie
- 1978: Root Boy Slim and the Sex Change Band with the Rootettes (Warner Bros. Records)
- 1979: Zoom (IRS Records)
- 1983: Dog Secrets (Congressional Records)
- 1987: Don't Let This Happen to You (Kingsnake)
- 1987: Left for Dead (Kingsnake)
- 1990: Root 6 (Ichiban Records)

- International Standard Name Identifier: 0000 0000 4146 9965
- Library of Congress Control Number: no98081061
- MusicBrainz: acd73918-389d-45a7-b435-76399541c50e
- SNAC: w60z8bhc
- Virtual International Authority File: 53768818
- WorldCat: E39PBJvMwqpk8KxhBbThWRFHYP